# 中华民国总统就职典礼
中华民国总统就职典礼有：
- 2012年中华民国总统就职典礼
- 2016年中华民国总统就职典礼
- 2020年中华民国总统就职典礼
- 2024年中华民国总统就职典礼

|  | 这是一个同类索引条目，列出擁有相同或近似名稱的同類型項目。 若您循內部連結來到此頁面，請考慮修正該，將其指向正確的條目。 |